# Anna Borgström (rösträttsaktivist)
Anna Maria Borgström, född 30 april 1864 i Risinge församling, Östergötlands län, död 30 juli 1948 i Göteborgs Oskar Fredriks församling, Göteborgs och Bohus län, var en svensk lärare och rösträttsaktivist. 

## Biografi
Anna Borgström föddes 1864 i Finspång, Risinge socken. Hon var dotter till verkmästaren Lars Borgström och Josefina Mathilda Abrahamsson. Borgström avlade 1884 examen vid Högre lärarinneseminariet och gjorde därefter studieresor till England och Tyskland. Hon var från 1884 till 1909 lärare vid Örebro Elementarskola för flickor och var från 1906 till 1907 föreståndare för Högre elementarskolan för flickor i Helsingborg. Borgström blev 1909 rektor vid Göteborgs Kvinnliga Folkskoleseminarium och var från 1907 till 1911 ledamot av centralstyrelsen för flick- och samskoleföreningen. Hon var från 1905 till 1909 ledamot av styrelsen för Pedagogiska Sällskapet i Örebro.
Hon var verksam i kampanjen för införandet av kvinnlig rösträtt i Sverige och ordförande för Föreningen för kvinnans politiska rösträtt i Örebro 1905–1906 och 1908–1910. 